# غواصة يو بي-18
أس أم يو بي-18 غواصة ألمانية من النفئة يو بي 2 أو يو بوت تابع للبحرية الإمبراطورية (بالألمانية: Kaiserliche Marine)‏ خلال الحرب العالمية الأولى. تم طلب الغواصة في 30 أبريل 1915 وأطلقت في 21 أغسطس 1915. تم تكليفها في البحرية الإمبراطورية الألمانية في 11 ديسمبر 1915 باسم أس أم يو بي-18 .  أغرقت الغواصة 126 سفينة في 31 دورية لما مجموعه 129,782. مما يجعلها السفينة الثالثة عشرة الأكثر نجاحًا في كلتا الحربين العالميتين.  وقد صدم يو بي-18 بسفينة صيد بن وغرقت في بحر المانش في في 9 ديسمبر 1917. 